# Frontignan-de-Comminges
Frontignan-de-Comminges település Franciaországban, Haute-Garonne megyében. Lakosainak száma 78 fő (2022. január 1.). Frontignan-de-Comminges Antichan-de-Frontignes, Fronsac, Ore és Moncaup községekkel határos.

## Népesség
A település népességének változása:
| Lakosok száma | 78   | 69   | 63   | 68   | 71   | 72   | 77   | 79   | 78   | 78   |
|               | 1968 | 1982 | 1990 | 2006 | 2013 | 2015 | 2017 | 2019 | 2020 | 2022 |